# سایلکس
سایلکس یک چارچوب نرم‌افزاری کوچک وب است که به زبان php نوشته شده است.و وابسته به چارچوب سیمفونی و twig و سیستم مدیریت دیتابیس Doctrine است.
هدف اصلی این چارچوب سعی به سبک بودن و راحت بودن است.سایلکس می‌تواند برای برنامه های سبک وبی استفاده شود.
هر چند که در صورت نیاز سایلکس می‌تواند به یک چار چوب کامل MVC نیز تبدیل شود.